# キイロミツスイ
キイロミツスイ（黄色蜜吸、Lichenostomus flavus）はスズメ目ミツスイ科の鳥類の1種。

## 形態
全長17.5cm (16-19cm)。全体に緑色みのある黄色であり、眉は黄色で顔に縞がある。雌雄同色。南の亜種はやや大きくて暗色である。幼鳥の色彩は鈍くて、より緑色みを帯びる。

## 分布
オーストラリアの固有種。

## 亜種
- L. flavus flavus - クイーンズランド州北部のヨーク岬半島。[5]
- L. flavus addensus - クイーンズランド州中部沿岸のバーデキン川 (Burdekin River) からサリナ (Sarina) 。[5]

## 生態
生息地は、亜熱帯ないし熱帯の湿性低地林およびマングローブ林である。また果樹園や庭園にも生息する。
果樹園や庭園で花や葉を採餌し、クイーンズランド州北部で8月から11月に見られる野生のDendrobium ophioglossum （英: Bottlebrush Orchid）や Dendrobium smilliae （または Coelandria smillieae）のきれいな花の前で停空飛翔（ホバリング）などして、花蜜を採食し、受粉する。
9-2月に繁殖し、果樹園や庭園の高さ1-10ｍの木の位置に樹皮、草、ヤシの繊維、クモの巣などで浅い巣を作り、2個の卵を産む。